# Post № 5
Post № 5 (ros. Пост № 5) – towarowa stacja kolejowa w miejscowości Kyzył, w rejonie Abaj, w obwodzie karagandyjskim, w Kazachstanie. Położona jest na linii obsługującej Karagandyjskie Zagłębie Węglowe.
Od stacji odchodzą bocznice do kopalń w Szachtinsku.